# Ruhleben (stacja metra)
Ruhleben – stacja końcowa metra w Berlinie, w dzielnicy Westend, w okręgu administracyjnym Charlottenburg-Wilmersdorf na linii U2. Stacja została otwarta w 1929.